# Caulophryne pelagica
Caulophryne pelagica es un pez de la familia Caulophrynidae. Se encuentra en la zona batial a profundidades que van desde 954 a 2.500 metros. Suelen tener una longitud máxima de unos 15 cm.